# ケプラー69c
ケプラー69c（英語: Kepler-69c）、またはKOI-172.02は、地球から見て、はくちょう座の方向に約2,700光年離れた位置にある太陽に似たG型主系列星、ケプラー69を公転している2つの太陽系外惑星うちの1つである。NASAのケプラー宇宙望遠鏡の観測により発見された。ケプラー69cは岩石で構成された、地球より数倍大きな惑星、スーパーアースの可能性が高いとされている。惑星が恒星の前を通過する現象を捉える、トランジット法で発見され、最初の発見は2013年1月7日に公表された。そして、同年4月18日にケプラー69cがハビタブルゾーンの中を公転している事が発表された。しかし、現在では、金星のように分厚い大気に覆われ、暴走温室効果が発生する「スーパービーナス」であると考えられており、生命や液体の水が存在する可能性は低くなっている。

## 特性

### 質量・半径・温度
| 海王星 | ケプラー69c |
| ------ | ----------- |
| 海王星 | Exoplanet   |

ケプラー69cは、質量、及び半径が地球よりも大きく、天王星や海王星よりは小さなスーパーアースだとされている。質量は推定で地球の6倍、半径は1.71倍である。表面温度は299K(26℃)と、生命が存在するには快適な温度である。しかし、半径の割に推定質量が大きいため、金星のように大量の大気を保持して、過剰な温室効果が発生している可能性がある。その場合、表面温度は548K(275℃)まで上昇してしまう。このような惑星は「スーパービーナス(Super Venus)」と呼ばれる。

### 主星
主星のケプラー69は太陽に似た恒星で、ケプラー69cを含めて2つの惑星を持っている。質量は太陽の0.81倍で、半径は太陽の0.93倍。表面温度は5638Kで、これは太陽の5778Kよりもやや冷たい。年齢は約4億年で、太陽の約46億年よりもかなり若い。
視等級は13.7等しかなく、肉眼で観測する事は出来ない。

### 軌道要素
ケプラー69cは、主星から0.64auの距離を242日周期で公転している。太陽系に当てはめると、金星の軌道要素とよく似ている。

## 居住の可能性

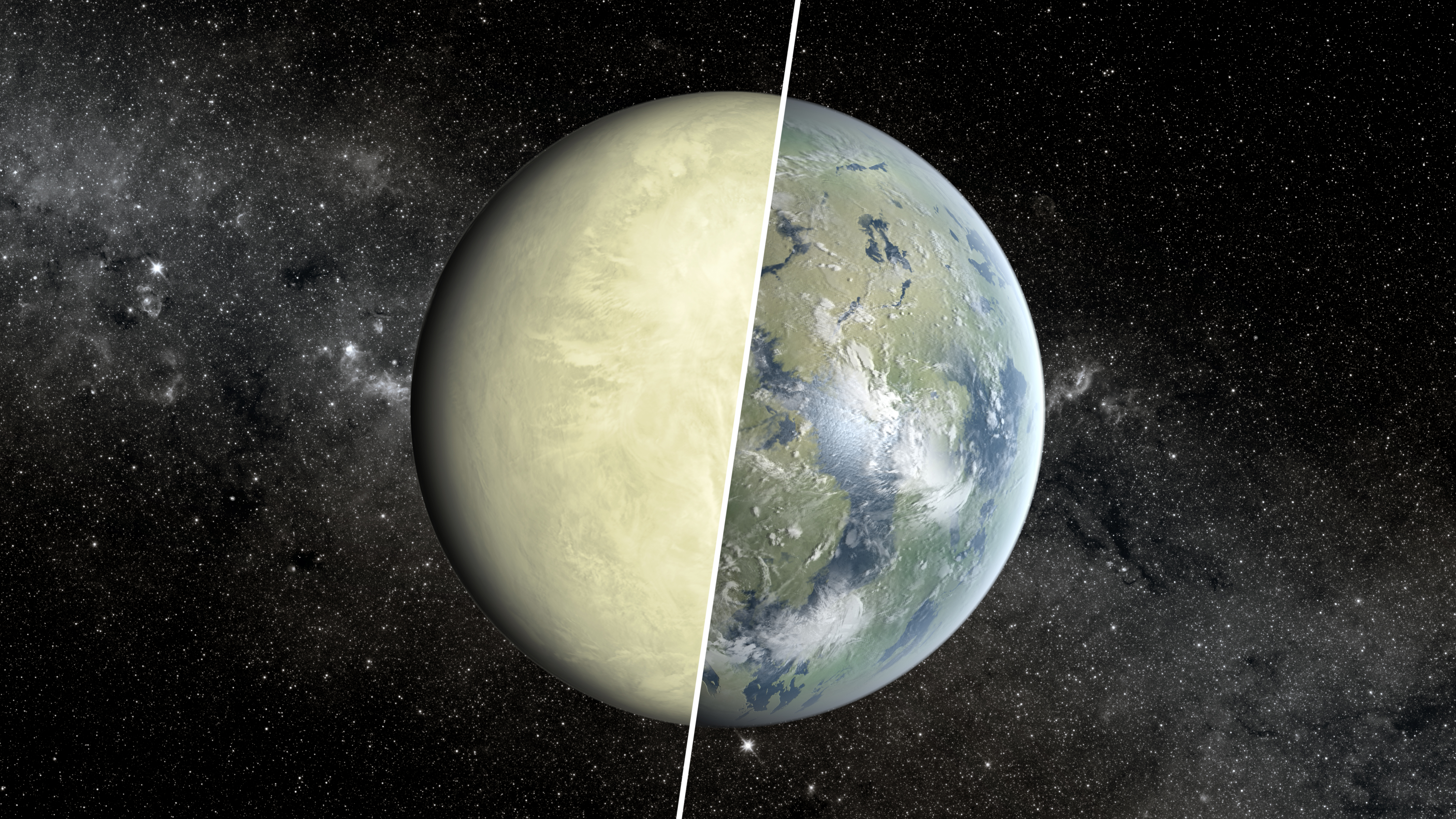
惑星が金星に似た環境か、あるいは地球に似た環境かでのそれぞれの惑星の想像図。ケプラー69cは近年の観測で、金星に類似した環境で、生命が存在するには過酷な惑星だという説が有力になっている。

ケプラー69cは、ケプラー62eとケプラー62fと共に、ハビタブルゾーン内を公転している惑星として発表された。そのため、表面に液体の水を有する可能性がある。地球型惑星の可能性が高い事も観点に入れて、天文学者は「地球外生命が存在出来る、最有力候補の惑星」としている。
主星のパラメータの不確実性により、放射束は地球の1.91+0.43
−0.56倍と、非常に大きくなっている。それは、たとえケプラー69cがハビタブルゾーンの中を公転していたとしても、主星に近い為に、生命が存在するには主星に近すぎる可能性がある事を示す。放射束は、最低でも地球に1.35倍になる。これは、表面にある海が蒸発してしまうのには十分な数値である。より最近の分析では、ケプラー69cは、太陽系で最も過酷な環境を持つ天体の一つである、金星と類似した環境になっている事が示されている。
惑星の質量が大きいと、表面で暴走温室効果が発生してしまう。すると、表面上の海は、すぐに蒸発してしまい、表面温度は約322K(49℃)に上昇する。また、海が蒸発する事によって生じた水蒸気が、温室効果ガスとなり、さらに温室効果を激化させ、表面温度は約500K(227℃)まで上昇する可能性もある。

## 発見
ケプラー69cを発見したケプラー宇宙望遠鏡は2009年に観測を開始した。ケプラーは、惑星が主星の手前を通過する、「トランジット」によって減光される恒星の視等級を観測する事によって、惑星を発見する。ケプラーは主星ケプラー69に約242日毎に、惑星候補によって減光している事を観測し、そのデータはケプラーのミッションチームに送信した。ミッションチームは、これが実在する惑星であると結論付け、ケプラー62系を含む、他の惑星と共に、2013年4月18日に発表された。
2013年5月9日にアメリカ合衆国下院で行われた議会の公聴会で"Exoplanet Discoveries: Have We Found Other Earths?"という議題で、太陽系外惑星ケプラー62eとf、ケプラー69cに関して議論が行われた。発見は、雑誌サイエンスの特集号で公開されていたが、改めて惑星についての説明が行われた。  
| ケプラー69cと、ケプラーが発見した惑星                                                                        | ケプラー69cと、ケプラーが発見した惑星                      | ケプラー69cと、ケプラーが発見した惑星                                                                            |
| --- | ---------------------------------------------------------- | --- |
| 地球との大きさの比較。左から順にケプラー69c、ケプラー62e、ケプラー62f、地球。 地球以外の惑星は想像図である。 | 銀河系における、ケプラー宇宙望遠鏡の捜索範囲。（黄色部分） | ケプラー69b、cと水星、金星、地球、火星との大きさと軌道、そして各惑星系のハビタブルゾーンの位置の比較を表した図。 |